# Абалакин, Виктор Кузьмич
Ви́ктор Кузьми́ч Абала́кин (27 августа 1930 — 23 апреля 2018) — советский и российский астроном, член-корреспондент Российской академии наук с 1987 года, лауреат Государственной премии СССР.

## Биография
Окончил Одесский государственный университет в 1953 году, заведовал отделом в Институте теоретической астрономии в 1955—1957 годах, был директором Пулковской обсерватории в 1983—2000 годах. Автор работ по звёздной динамике, эфемеридной астрономии, небесной механике, истории науки. Внёс большой вклад в разработку основных принципов использования лазерных светолокационных наблюдений Луны для решения задач гео- и селенодинамики. Автор работ по созданию единой релятивистской теории движения внутренних планет. Председатель Правления Фонда Интернет-культуры (с 1999).
Именем Абалакина назван астероид (2722 Абалакин), открытый Н. С. Черных 1 апреля 1976 года в Крымской астрофизической обсерватории.

## Награды
- Государственная премия СССР (в составе группы, за 1982 год) — за цикл работ по созданию единой релятивистской теории движения внутренних планет Солнечной системы
- Медаль ордена «За заслуги перед Отечеством» II степени (2006)[3].

## Избранные труды
- Гребеников Е. А., Абалакин В. К., Аксёнов Е. П., Дёмин В. Г., Рябов Ю. А. Справочное руководство по небесной механике и астродинамике / Под ред. Г. Н. Дубошина. М.: Наука, 1971, 584 с.
  - Гребеников Е. А., Абалакин В. К., Аксёнов Е. П., Дёмин В. Г., Рябов Ю. А. Справочное руководство по небесной механике и астродинамике. Изд. II, дополн. и переработ. М.: Наука, 1976, 850с.
- Основы эфемеридной астрономии / В. К. Абалакин. — Москва : Наука, 1979. — 448 с. : ил.
- Геодезическая астрономия и астрометрия : справочное пособие / В. К. Абалакин, И. И. Краснорылов, Ю. В. Плахов. — Москва : Картгеоцентр : Геодезиздат, 1996. — 434 с. : ил.; 22 см; ISBN 5-86066-021-9

под его редакцией
- Таблицы рефракции Пулковской обсерватории / Академия наук СССР, Главная астрономическая обсерватория; ответственный редактор: В. К. Абалакин. — Изд. 5-е. — Ленинград : Наука, Ленинградское отд-ние, 1985. — 48, [1] с. : табл.; 26 см.
- Проблемы построения координатных систем в астрономии : [Сб. ст.] : Посвящается 150-летию Пулков. обсерватории / АН СССР, Гл. астрон. обсерватория; [Редкол.: В. К. Абалакин (ред.) и др.; Предисл. А. А. Ефимова]. — Л. : ГАО, 1989. — 382,[1] с. : ил.; 22 см. — (Вып. 12).
- Главная астрономическая обсерватория в Пулкове, 1839—1917 гг. : сборник документов / Российская акад. наук, Архив; отв. ред. В. К. Абалакин; [вступ. ст., с. 3-26, и коммент. А. Н. Дадаева]. — Санкт-Петербург : Наука : Санкт-Петербург. изд. фирма, 1994. — 334, [2] с.; 22 см; ISBN 5-02-024667-0

диссертации
- Абалакин, Виктор Кузьмич. О периодических движениях звёзд внутри эллипсоидальных звёздных скоплений : дисс. … канд. физ.-матем. наук : 01.00.00. — Одесса, 1960. — 118 с. : ил.